# 64 Dywizjon Rakietowy Obrony Powietrznej
64 dywizjon rakietowy Obrony Powietrznej (64 dr OP) – samodzielny pododdział Wojska Polskiego.
Dywizjon sformowany został w 1973 w Helu-Borze jako 64 dywizjon ogniowy artylerii rakietowej.

## Historia
Zarządzeniem Szefa Sztabu Generalnego nr 057/Org. z 2 sierpnia 1973 i rozkazem dowódcy 2 KOPK nr 0101/Org. z 24 sierpnia 1973 w Centrum Szkolenia Specjalistów Artylerii i Radiotechniki przeszkolono kadrę dla nowo formowanych dywizjonów: 64 doar i 65 doar w Rozewiu.
W listopadzie 1974, do stacji kolejowej Hel, przybywają transportem kolejowym z ZSRR pierwsze przeciwlotnicze zestawy rakietowe PZR S-125M Newa, będące zasadniczym sprzętem bojowym dla nowo formowanych dywizjonów.
W ramach restrukturyzacji Sił Zbrojnych, dywizjon został rozformowany w 1993 roku.

## Dowódcy dywizjonu
- 1973–1978 – mjr Krzysztof Olszewski
- 1978–1979 – mjr Kazimierz Kucharski
- 1980–1983 – mjr Stanisław Wojniusz
- 1983–1984 – mjr Władysław Jarosz
- 1984–1992 – mjr Mirosław Ulatowski
- 1992–1993 – mjr Leszek Czarnecki